# さいたま車両センター
さいたま車両センター（さいたましゃりょうセンター）は、埼玉県川口市芝塚原（さいたま運転区についてはさいたま市南区南浦和）の南浦和駅南側に所在する東日本旅客鉄道（JR東日本）首都圏本部管轄の車両基地である。
2015年3月14日に従来の「浦和電車区」から組織変更を実施し、検修部門を「さいたま車両センター」へ、運転部門を「さいたま運転区」へ名称変更した。

## 配置車両に記される略号
「都サイ」…首都圏本部を意味する「都」とさいたまを意味する「サイ」から構成される。
- 浦和電車区時代は「宮ウラ」（大宮支社を意味する「宮」と、浦和の電報略号「ウラ」から構成される）。

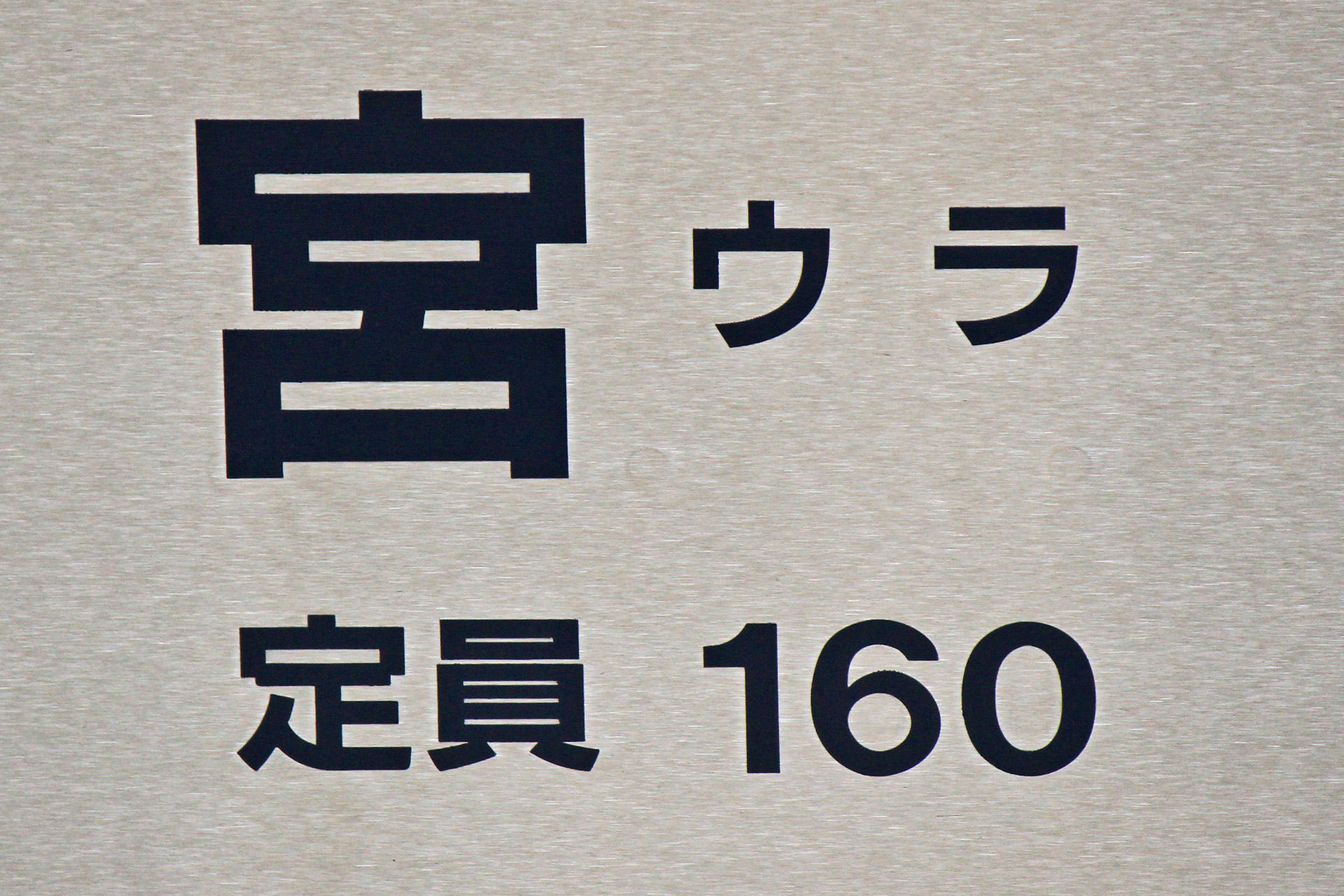
浦和電車区時代の所属略号
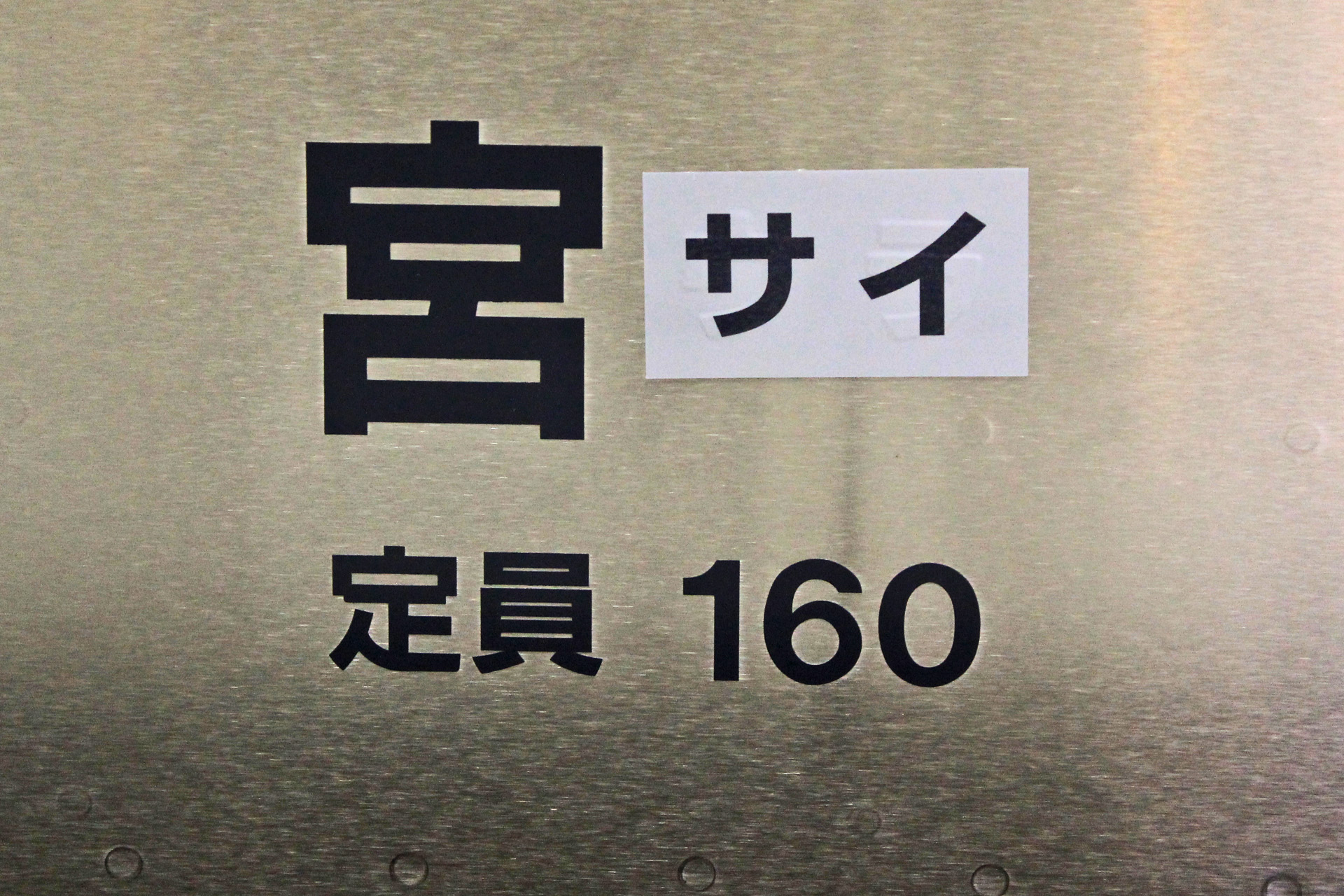
さいたま車両センター改称後の所属略号

## 歴史
- 1957年（昭和32年）12月 - 電留線の建設工事に着手[4]。
- 1960年（昭和35年） - 電車区の着工[1]。
- 1961年（昭和36年）10月25日 - 下十条電車区の派出所として構内施設の使用開始[4]。当車両基地の建設に合わせて浦和市（当時）から、請願駅として南浦和駅が新設された[4]。
- 1962年（昭和37年）4月16日 - 浦和電車区開設[3][4]。発足当初は所属車両105両、職員数は186名[1]。当時は東京鉄道管理局の管轄で、略号と車両所属表記は「東ウラ」。
- 1965年（昭和40年） - 同年に行われた国労ストでは拠点の1つとなった[5]。
- 1969年（昭和44年） - 東京北鉄道管理局発足により同管理局の管轄となる。同時に略号と車両所属表記を「北ウラ」に改称。
- 1986年（昭和61年）3月 - 下十条電車区、蒲田電車区から京浜東北線・根岸線用の全ての103系が浦和電車区に転入[1]。
- 1987年（昭和62年）4月1日 - 国鉄分割民営化によりJR東日本に移管され、東京圏運行本部（→東京地域本社）の直轄となる。同時に略号と車両所属表記を再び「東ウラ」に改称。
- 1998年（平成10年）10月1日 - 東京支社発足により同支社の管轄となる。
- 2001年（平成13年）4月1日 - 大宮支社の発足により同支社の管轄となる[3]。同時に略号と車両所属表記を「宮ウラ」に改称。
- 2002年（平成14年）1月25日 - ISO9001認証取得。
- 2007年（平成19年）3月9日 - ISO9001認証取得。認証登録範囲は「京浜東北線及び根岸線に関連する運転サービスの提供」（検修、運転部門）。
- 2015年（平成27年）3月14日 - 運転部門をさいたま運転区に分離し[3]、さいたま車両センターに改組、同時に略号と車両所属表記を「宮サイ」に改称[6]。
- 2022年(令和4年)10月1日　- 東京支社を首都圏本部へ改称し、長野支社の車両センターと共に首都圏本部の現業機関となる。略号は「都サイ」となる。

## 構内
本センターの敷地は東西方向に約65 m、南北方向に1,600 mと細長いもので、蕨駅北方から南浦和駅の手前約650 mまで及んでおり、一駅間がほぼ車両センターとなっている。広さは東京ドームの約2倍となる9万 m2と広大なものである。
本センターの最大留置可能数は280両である。センター内には入出区線3線、洗浄線3線、電留線15線（0番線と9番 - 14番線は10両編成2本の縦列留置が可能）、交番検査線3線、車輪転削線1線、臨時修繕線2線がある。
浦和電車区時代は京浜東北線・根岸線の運転部門もあり、1997年当時は浦和電車区、下十条運転区、蒲田電車区、東神奈川電車区の4か所で担当していた。

## 配置車両
配置車両は全て、電車である。2023年4月1日現在の配置車両は以下の通り。
| 電車  | 気動車 | 機関車 | 客車 | 貨車 | 合計  |
| ----- | ------ | ------ | ---- | ---- | ----- |
| 820両 | 0両    | 0両    | 0両  | 0両  | 820両 |

### 電車
E233系1000番台（820両）
- 10両編成(TcTMM'TMM'MM'Tc')82本（101 - 176、178 - 183編成）820両が配置されており、京浜東北線と根岸線で運用される。
- 209系電車置換え用として2007年9月より配置され、同年12月22日から営業運転を開始した。
- 川崎駅付近で発生した脱線事故により、177編成のうち損傷の激しかった2両が2016年12月に廃車となり[7]、残る8両も2018年4月7日付で廃車され[8]、同月下旬より東京総合車両センターで解体処分となった。

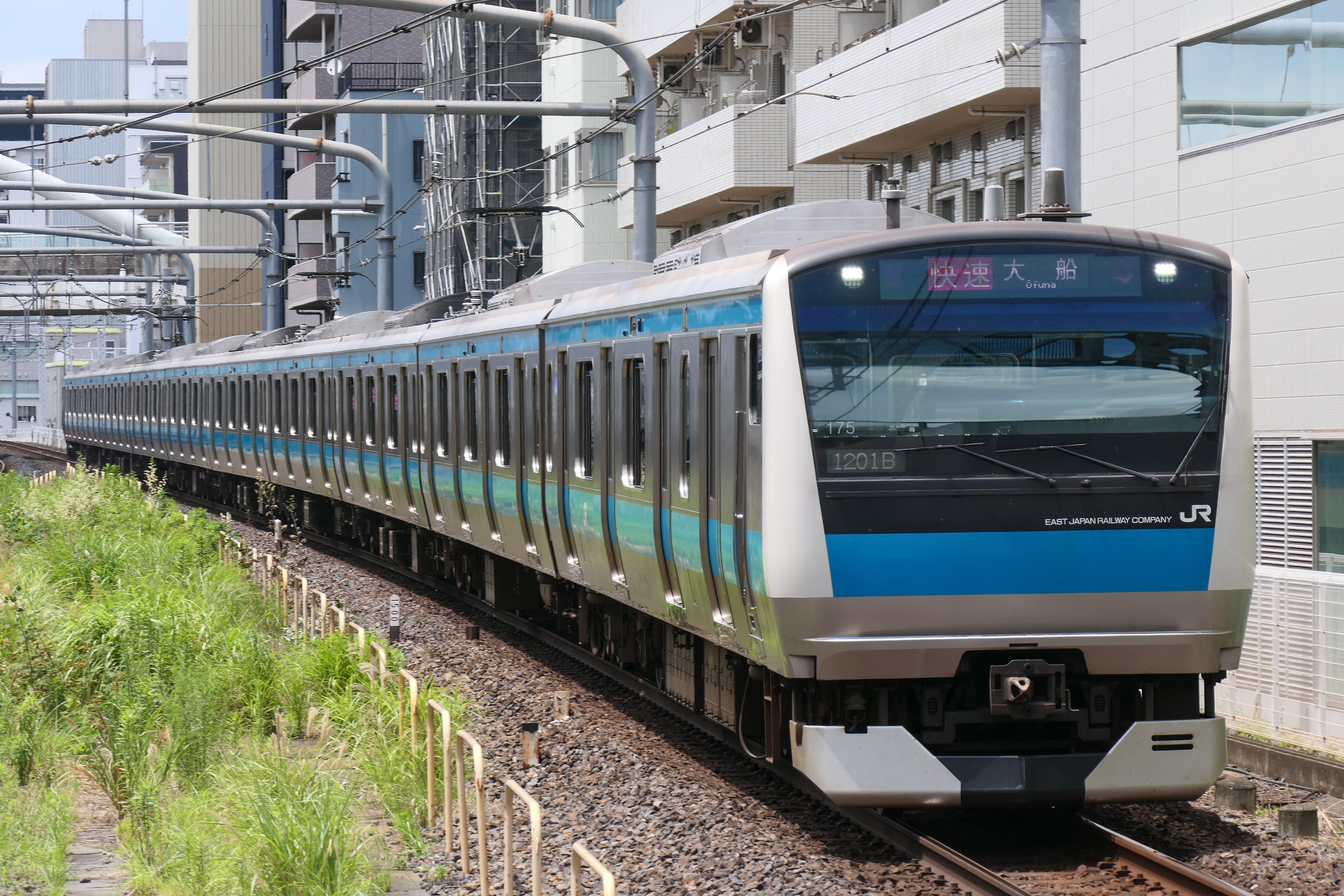
E233系1000番台

### 過去の配置車両
103系
- 1998年（平成10年）撤退。大部分が廃車・解体されたが、中央・総武緩行線、京葉線や南武線、仙石線、国鉄時代は京阪神地区（大阪環状線や阪和線など）や名古屋地区（中央西線）などに転配された車両もある。逆に国鉄末期には浦和電車区のクモハ103形のユニットとクハ103形低窓車を日根野電車区（現・吹田総合車両所日根野支所）の中間車とトレードし、阪和線103系の短編成化に充てていた。転入した中間車は標記が「天ヒネ」のまま、さらに一部には阪和線時代のドアステッカー（「ゆびづめちゅうい」の表記あり[9]）もそのままだった。さらに豊田電車区（現・豊田車両センター）や松戸電車区（現・松戸車両センター）からオレンジ色のモハユニットが転入したことがあり、後者は淀川電車区（現・網干総合車両所明石支所放出派出所）から松戸電車区に転入していた車両であった。

205系
- 1989年（平成元年）から1996年（平成8年）まで最大60両が在籍していた。その後、運転区間の延長用や増発用として埼京線、中央・総武緩行線、横浜線へ転出した。

209系・901系
- 0番台
  - 1993年（平成5年）から2010年（平成22年）まで運用されていた。その後、房総地区で運用されている113系・211系の置換え用として転出が始まり、トイレ設置などの改造が行われた。
- 500番台
  - 京浜東北線・根岸線運用車両のD-ATC設置工事に伴う予備車確保と導入後の輸送力増強や209系試作車置換えのために当時の習志野電車区および三鷹電車区から10両編成5本（50両）が転入した。しかし、その後のE233系1000番台投入に伴い2008年（平成20年）に4本が京葉車両センターに、2009年（平成21年）に1本が三鷹車両センターにそれぞれ転出した。
- 900番台
  - 2007年（平成19年）に運用を離脱し、東京総合車両センターに回送され、付随車1両を除き同月に東大宮操車場（大宮総合車両センター東大宮センター）に疎開回送された。その後、長野総合車両センターに回送されたのち、クハ209-901を残して解体。同車は東京総合車両センターの正門付近に保存された。
- 910番台
  - 2006年（平成18年）に運用を離脱し、東大宮操車場に疎開回送の後、2008年（平成20年）1月に長野総合車両センターに回送され解体された。
- 920番台
  - 2007年（平成19年）に運用を離脱し、東大宮操車場に疎開回送の後、長野総合車両センターに回送され解体された。

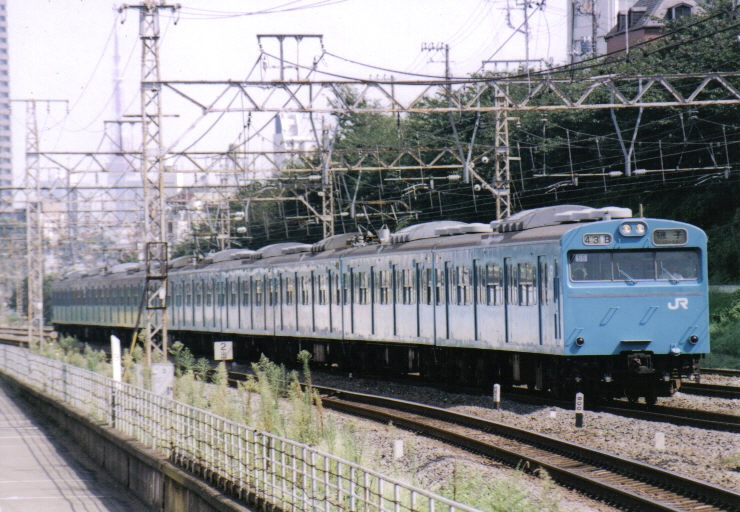
103系
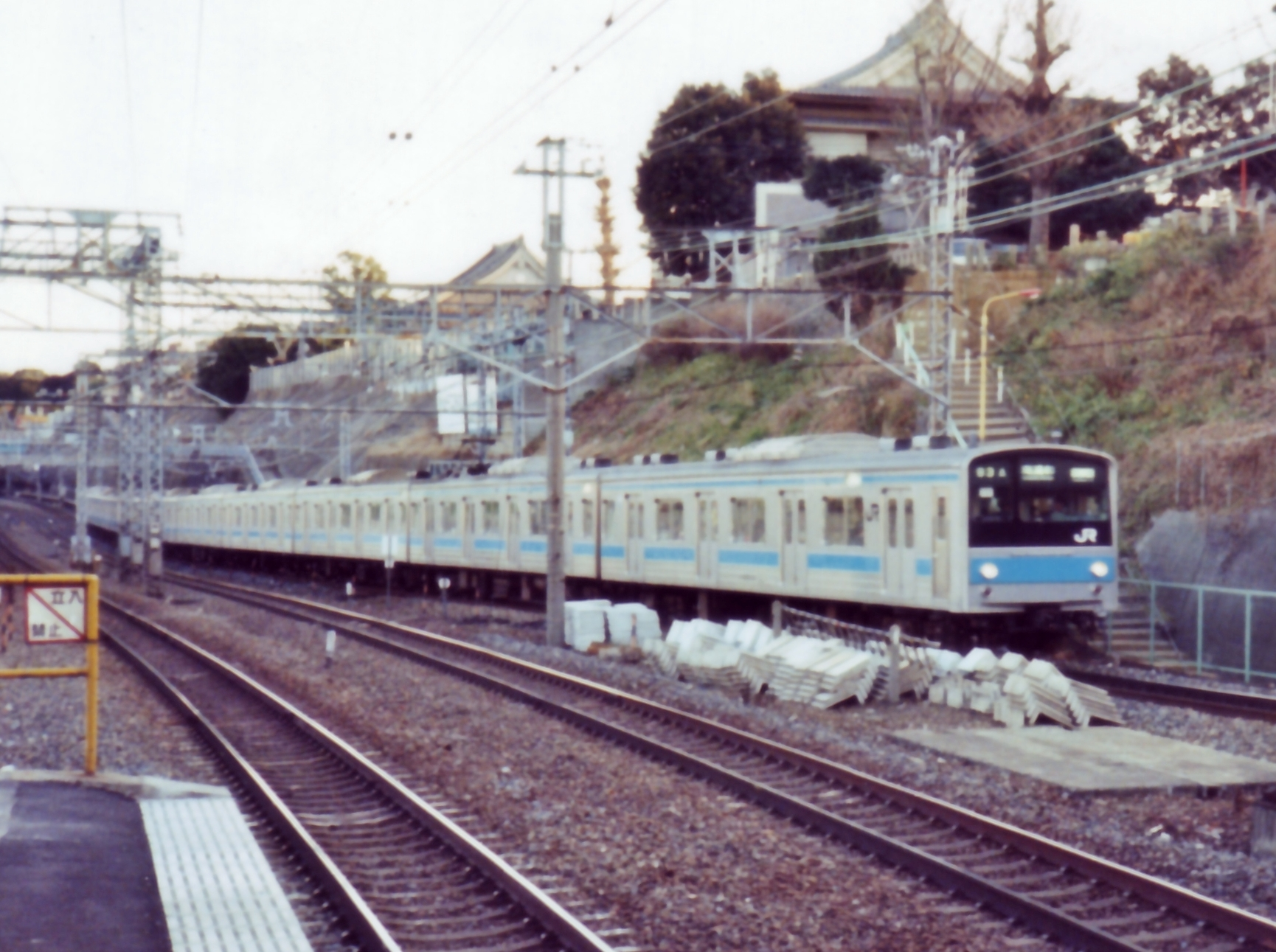
205系
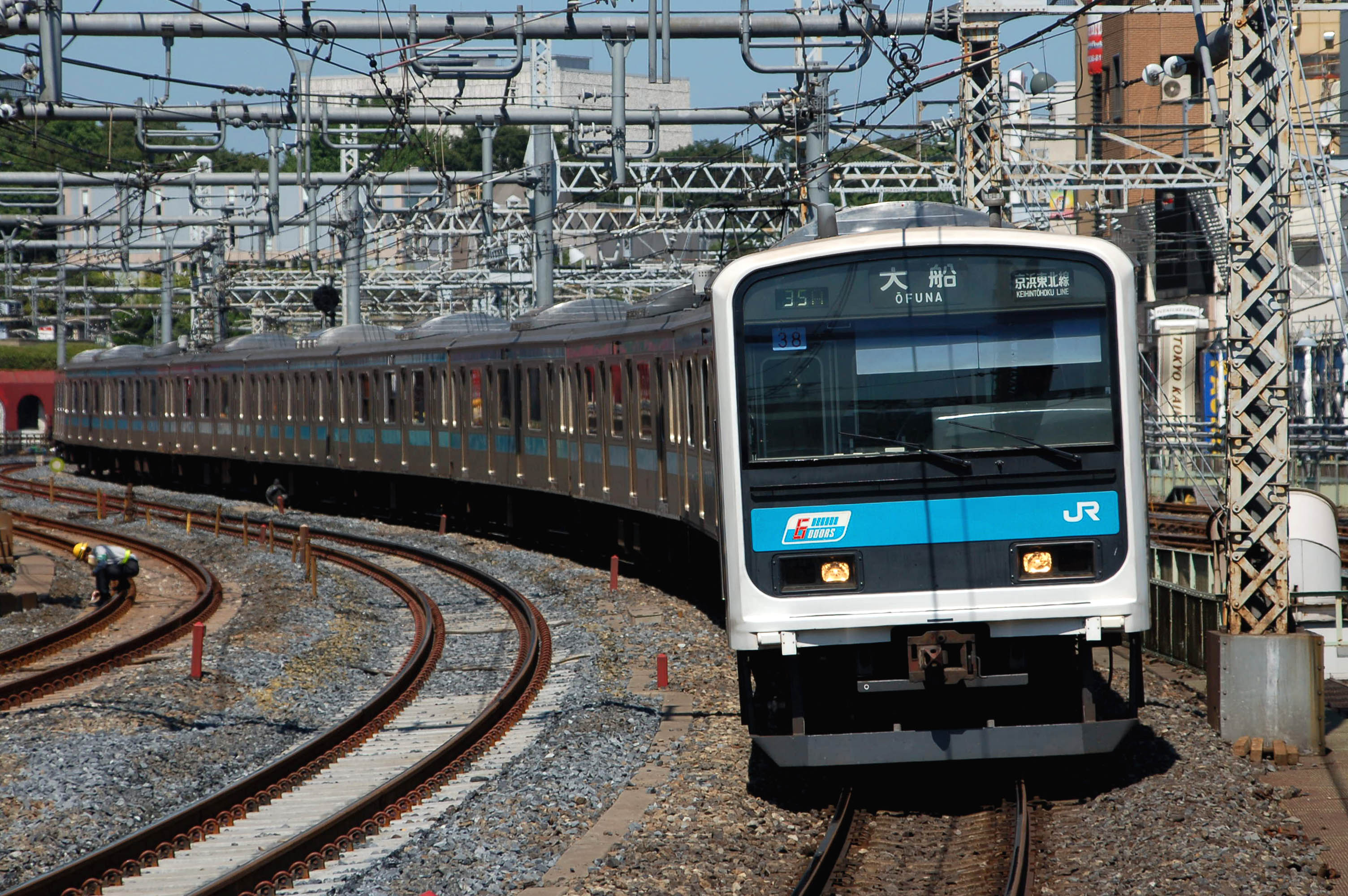
209系0番台
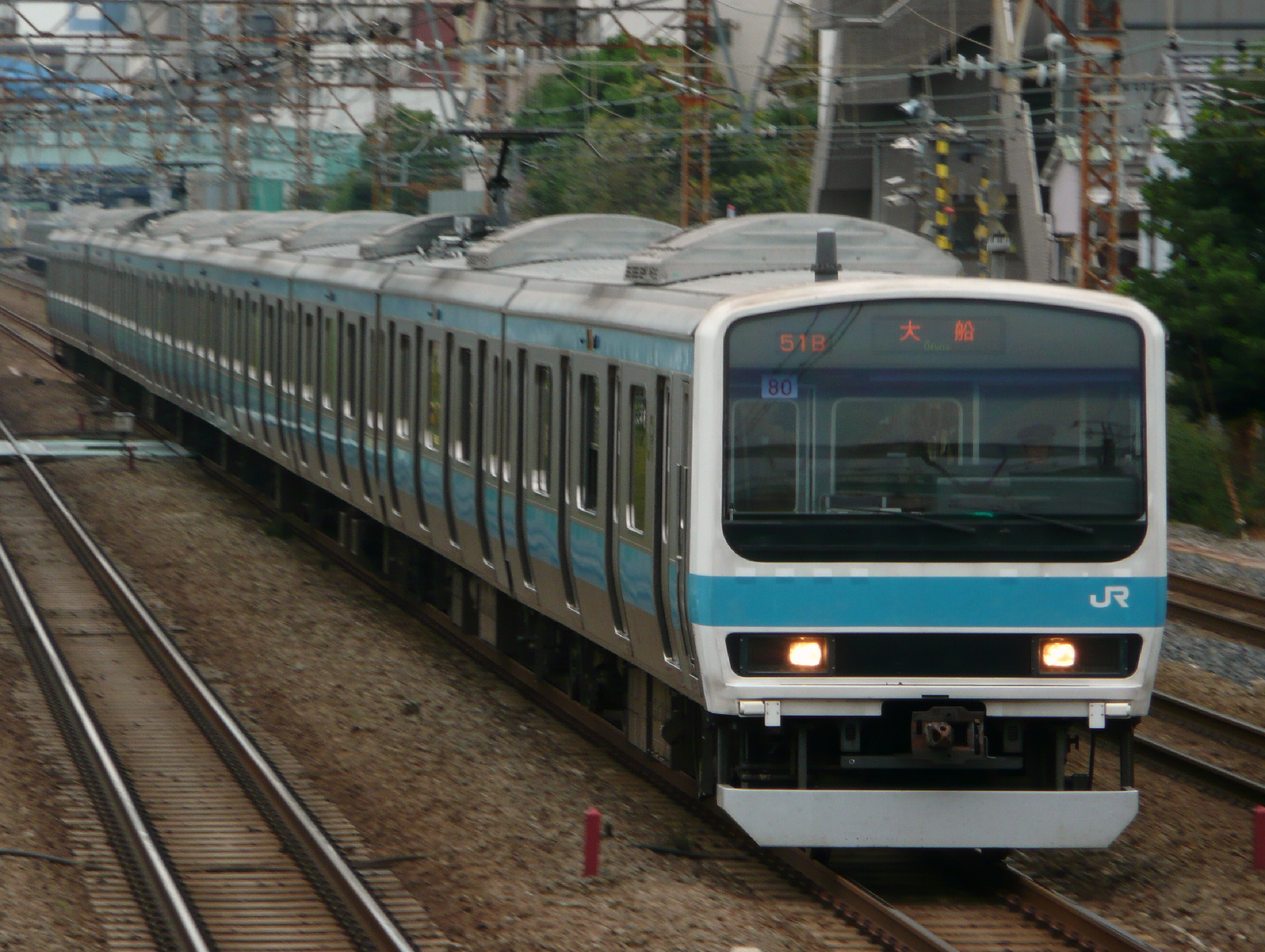
209系500番台

#### 事業用車両
クモヤ143形
- 1が配置されていたが、東京総合車両センターに転出し、事業用車両の配置は無くなった。

## 大宮駅派出
大宮駅構内に大宮駅派出があり、異常時の初期対応などを行っている。

## その他エピソード
- かつて、京浜東北線の車両の配置は浦和電車区（当時「北ウラ」）のほか、下十条電車区（北モセ）と蒲田電車区（南カマ）の3か所に分散していたが、1986年（昭和61年）3月3日のダイヤ改正の際に車両配置を浦和電車区に集約させ、下十条電車区は乗務員のみ配属の下十条運転区に、蒲田電車区は乗務員と横浜線の車両（1996年に大船電車区→鎌倉総合車両センター（現・鎌倉車両センター）に転出）の配置区となった。現在も下十条・蒲田は車庫として車両が留置されている。
- 乗務員が所属しているため2013年現在でもJR東日本の車両配置基地としては「車両センター」の名称を使用していなかったが、2015年3月16日からさいたま車両センターと改名された。同時に、乗務員配置を行う部署はさいたま運転区に分離設置された。車両センターに名称変更されていない車両基地は田端運転所・宇都宮運転所などがある。
- 209系電車0番台の側面大窓の改造工事に伴う予備車確保のため、当時の三鷹電車区に配置されていた500番台C515編成が当区に貸し出されて運用されたことがあった[10]が、編成番号札と所属区表記は「八ミツ」表記のままだった。一旦、三鷹電車区に返却の後、改めて転入して正式に当区配置のウラ84編成となり、ウラ90編成（901系A編成）を置換えた。
- ウラ91編成（901系B編成）・ウラ92編成（901系C編成）は、運用離脱時に当時の三鷹電車区からC514・C513編成をそれぞれ当区に転配し、ウラ83・ウラ82編成として置換えた。
- 当区を出入場する際には京浜東北線南行（大船方面）の線路を横断する必要があるため、敷地内私道上に踏切が設置されている。なお踏切には係員以外渡らないよう注意書きがある。

## さいたま運転区
さいたま運転区（さいたまうんてんく）は、かつて存在した東日本旅客鉄道（JR東日本）大宮支社の運転士が所属する組織である。2024年11月30日限りで廃止し、現在は浦和統括センター乗務ユニット南オフィス。

### 歴史
- 2016年（平成28年）3月26日 - 乗務員基地再編成に伴い、浦和電車区の運転士行路、下十条運転区の一部行路を統合し、さいたま運転区が発足。
- 2024年12月1日 - 浦和東営業統括センターに、さいたま運転区、さいたま車掌区を統合して浦和統括センター発足。当区は廃止。